# Chakery

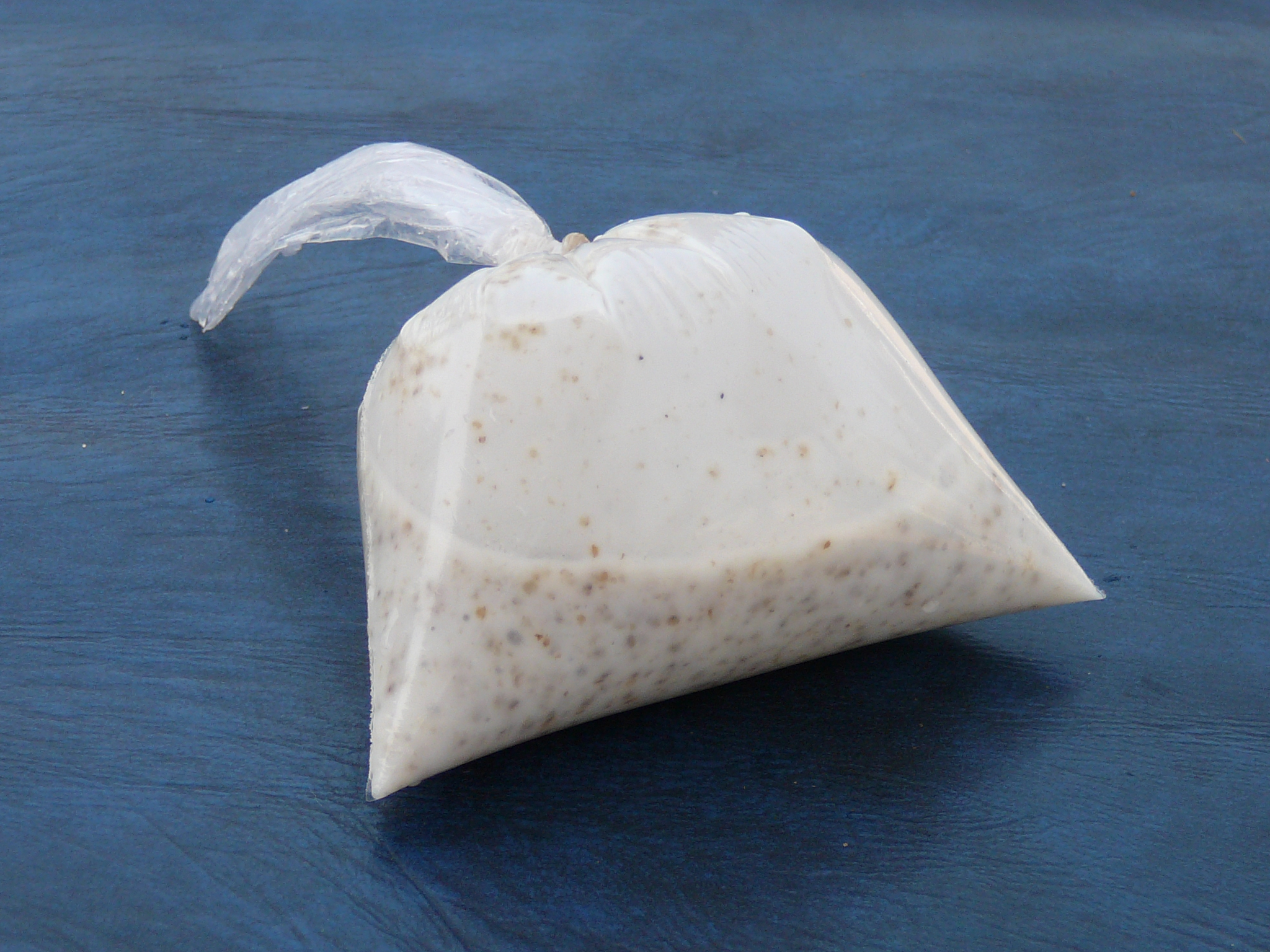
Chakery, auf dem Markt gekauft

Chakery (auch die Schreibweise Chakri oder Thiakry wird verwendet) ist eine Nachspeise aus dem westafrikanischen Staat Senegal. 
Es besteht zu einem Viertel aus saurer Sahne (oder Crème fraîche) und zu drei Vierteln aus Naturjoghurt. Je nach Rezept wird noch Zucker, Kondensmilch, Kokosraspel, zerstoßene Ananas, Muskatnuss oder Vanille hinzugegeben. Das Ganze wird über Couscous gegeben. Das Chakery kann so serviert werden oder es werden zunächst beide Anteile vermischt. 
Chakery wird auf der Straße und auf den Marktständen in Senegal, Gambia und Mauretanien verkauft. Man kann die kleinen Tüten durch eine angebissene Ecke ausdrücken und dadurch leersaugen. Aber auch im Supermarkt ist es durch eine senegalesische Molkerei zu erwerben. 